# Джальмаджерд-е Джадід
Джальмаджерд-е Джадід (перс. جلماجردجديد) — село в Ірані, у дегестані Ґолегзан, у Центральному бахші, шагрестані Хомейн остану Марказі. За даними перепису 2006 року, його населення становило 798 осіб, що проживали у складі 267 сімей.

## Клімат
Середня річна температура становить 14,62 °C, середня максимальна – 33,36 °C, а середня мінімальна – -8,36 °C. Середня річна кількість опадів – 194 мм.
| Клімат поселення                              | Клімат поселення | Клімат поселення | Клімат поселення | Клімат поселення | Клімат поселення | Клімат поселення | Клімат поселення | Клімат поселення | Клімат поселення | Клімат поселення | Клімат поселення | Клімат поселення | Клімат поселення |
| Показник                                      | Січ.             | Лют.             | Бер.             | Квіт.            | Трав.            | Черв.            | Лип.             | Серп.            | Вер.             | Жовт.            | Лист.            | Груд.            |                  |
| Середній максимум, °C                         | 9,99             | 12,42            | 17,72            | 23,63            | 28,09            | 32,22            | 33,36            | 32,72            | 28,67            | 22,56            | 16,29            | 9,96             |                  |
| Середня температура, °C                       | 0,81             | 3,25             | 8,56             | 14,46            | 18,92            | 23,03            | 27,16            | 26,52            | 22,48            | 16,36            | 10,11            | 3,78             |                  |
| Середній мінімум, °C                          | −8,36            | −5,93            | −0,62            | 5,28             | 9,73             | 13,86            | 20,96            | 20,33            | 16,28            | 10,17            | 3,90             | −2,41            |                  |
| Норма опадів, мм                              | 34               | 32               | 35               | 22               | 14               | 1                | 2                | 1                | 0                | 7                | 19               | 27               |                  |
| Середньомісячна швидкість вітру, м/с          | 1.38             | 2.13             | 2.57             | 2.96             | 2.76             | 2.54             | 2.66             | 2.41             | 2.19             | 1.99             | 1.55             | 1.48             |                  |
| Середньомісячна сонячна радіація, кДж/м²·день | 9894             | 13227            | 15685            | 18931            | 22725            | 26645            | 25831            | 24448            | 21441            | 16171            | 11604            | 9582             |                  |
| --------------------------------------------- | ---------------- | ---------------- | ---------------- | ---------------- | ---------------- | ---------------- | ---------------- | ---------------- | ---------------- | ---------------- | ---------------- | ---------------- | ---------------- |
| Джерело:                                      |                  |                  |                  |                  |                  |                  |                  |                  |                  |                  |                  |                  |                  |